# Templiers d'Élancourt
Stade
Maillots
Les Templiers d'Élancourt est un club français de football américain basé à Élancourt en banlieue parisienne (club de la ville nouvelle de Saint-Quentin-en-Yvelines).
Le club est fondé en 1986 sous le nom de Cormorans de Montigny-le-Bretonneux, puis en 1992 il adopte le nom de Templiers d’Élancourt. Le club dispute les championnats nationaux depuis 1990 et a remporté un Casque d’Or en 2003 (champion de division 2). Le club a aussi participé à une finale en division 1 et trois finales en division 2, ainsi qu’une finale en EFAF Cup pour sa première participation à une compétition européenne en 2005.
Le club a évolué en 2e division en France durant la saison 2012 avant de retrouver l'Elite en 2013.

## Le club
Le club comprend aujourd'hui :
- Une section football américain comptant 5 équipes :
  - une équipe sénior (à partir de 19 ans) évoluant dans le championnat de France élite ;
  - une équipe réserve séniors évoluant dans le championnat régional d'Île-de-France ;
  - une équipe junior (de 17 à 19 ans) évoluant dans le championnat de France ;
  - une équipe cadet/minime (de 13 à 16 ans) évoluant dans le championnat de France ;
  - une équipe féminine (à partir de 18 ans).
- Une école de foot permet aux plus jeunes (9-12 ans) de découvrir le flag football (sport d'opposition sans contact dont les règles sont issues du Football américain).
- Une section de cheerleaders comprenant deux équipes (11 à 15 ans et à partir de 15 ans) qui participent au championnat de France de cheerleading et animent les matchs à domicile.

Le club s'entraine et joue ses matchs au Complexe Sportif Europe mis à disposition par la mairie d'Élancourt. Le Complexe Sportif Europe ne disposant pas de tribune pour les spectateurs, le club joue certains matchs de coupe d'Europe au stade Guy-Boniface, comme la finale de l'EFAF Cup 2005.

## Palmarès

### Titres et trophées
| Compétitions internationales                                 | Compétitions nationales |
| - EFAF Cup - Finaliste (1) : 2005                            | - Championnat de France Élite (D1) - Vice-Champion (1) : 2008 - Championnat de France de D2 - Champion (1) : 2003 - Vice-Champion (3) : 1995, 1996, 2012 |
| Équipe réserve                                               | Compétitions de jeunes |
| - Championnat régional d’Ȋle-de-France - Champion (1) : 2014 | Juniors - Championnat de France Junior - Vice-champion (1) : 1994 Cadets - Championnat de France Cadet - Champion d’Île-de-France (1) : 2006             |

### EFAF Top 20
Les Templiers sont classés 14e du Top 20 de l'EFAF au 13 mai 2014.
Ils connaissent leur meilleur classement en 2009 avec une 6e place.

## Histoire

### Les Cormorans (1986-1992)

Logo des Cormorans de Montigny-le-Bretonneux

À sa fondation en 1986 à Montigny-le-Bretonneux, le club se nomme les Cormorans de Montigny-le-Bretonneux et compte alors environ 40 joueurs. Lors de leurs premières années d'existence les Cormorans participent à des compétitions régionales en Île-de-France, ils sont d'ailleurs à l'origine de la création du tournoi I.D.F. Bowl en 1989. Le 30 avril 1988, les Cormorans jouent leur premier match contre les Cobras de Yerres, rencontre qu'ils perdent 14 à 20.
Les Cormorans participent à leur premier championnat de France à partir en 1989, ils évoluent alors en 3e division. Ils remportent leur premier match de poule 18 à 12 contre les Princes du Val Maubuée.
Pour leur deuxième saison en 1990 ils sont opposés dans leur poule aux Gaulois de Sannois, aux Korrigans de Corbeil-Essonne et aux Princes de Chelles. Ils disputent leur premier match de championnat le 5 novembre 1990 à Sannois, où ils battent les Gaulois par 21 à 0. À domicile, ils battent de nouveaux les Gaulois 14 à 8. Face aux Korrigans, ils gagnent un match 12 à 7 et perdent le deuxième match 6 à 13. Enfin ils remportent leurs deux matchs contre les Princes, 48 à 6 et 38 à 20. Pour leur première saison en 3e division, les Cormorans se qualifient pour les playoffs. En quart de finale ils sont opposés aux Européens de Strasbourg, ils remportent le match par forfait (30 à 0). En demi-finale ils se déplacent à Pessac pour y affronter les Kangourous de Pessac, qui éliminent les Cormorans grâce à une victoire 24 à 6. Au cours de cette année, les Cormorans poursuivent leur expansion avec la création d'une section de flag football.
En constante évolution depuis sa création, les Cormorans développent en 1991 une section football américain junior et une section micro-flag. Fort de leur expérience acquise lors des playoffs 1990, les Cormorans sont promus en 2e division. Les Templiers remportent le premier match de la saison 1991, 14 à 12 contre les Dogues de Surennes. Ils perdent ensuite 14 à 18 face au Princes de Chelles. Ils gagnent largement contre les Éperons Ardents d'Évry, sur le score de 36 à 0. Les Templiers perdent un deuxième match lors du déplacement chez les Korrigans de Corbeil-Essonne, 0 à 20. Leurs deux matchs suivants sont reportés et ne sont finalement pas joués avant la fin du championnat. Ils battent pour la seconde fois de la saison les Éperons Ardents par 30 à 0. Pour leur dernier match, ils s'inclinent à domicile 14 à 28 contre les Korrigans. Ils se classent second de leur poule derrière les Korrigans, obtenant ainsi leur place pour les playoffs. En huitième de finale ils vont gagner 15 à 12 chez les Artilleurs de Metz, puis ils s'inclinent 2 à 18 face aux Giants de Saint-Étienne en quart de finale.
En 1992 les Cormorans évoluent encore en 2e, confrontés en poule aux Champ's de Reims, Dogues de Suresnes, Kiowas de Garches et Princes de Chelles, ils parviennent à se maintenir dans cette division, mais ne jouent pas les playoffs. Ils disputent seulement quatre matchs de championnat, victoire 13 à 6 contre les Champ's, match nul 12 à 12 contre les Kiowas, défaite 0 à 9 contre les Dogues et un match contre les Princes. Troisième de leur poule, les Cormorans se qualifient in extremis pour les huitièmes de finale, qui les voient être battus 6 à 20 par les 69ers de Villeurbanne. Au cours de cette année, pour la première fois un joueur du club est appelé en équipe de France, il s'agit de Vincent Lelard, avec l'équipe junior qui atteint la finale du championnat d'Europe.

### Les années D2 (1992-1997)
Fin 1992, en déménageant à Élancourt, autre commune faisant partie de la communauté d'agglomération de Saint-Quentin-en-Yvelines, les Cormorans de Montigny-le-Bretonneux sont renommés en Templiers d'Élancourt. Le nom de Templiers est choisi en référence à la Commanderie de la Villedieu installée à Élancourt depuis 1180.
En 1993, dans leur poule ils sont opposés aux Champ's de Reims, Éperons Ardents d'Évry et aux Météores de Fontenay-sous-Bois. Ils remportent leur premier match 30 à 0 contre les Éperons Ardents. Ils sont battus à domicile par les Météores sur le score de 35 à 9. Ils enchainent par deux victoires à l'extérieur, d'abord chez les Champs sur le score de 24 à 0, puis sur le terrain des Météores 3 à 0 grâce à un field goal. Ils terminent la saison en rencontrant les Champ's, les Éperons Ardents ayant décidé de se retirer de la compétition. Les Templiers atteignent les playoffs, mais sont éliminés dès le premier tour (huitième de finale) par les Météores de Fontenay-sous-Bois futurs champions, sur le score de 6 à 33.
En 1994, les Templiers retrouvent dans leur poule les Cougars de Saint-Ouen-l'Aumône et les Kiowas de Garches. Lors de la première journée, les Templiers remportent le match 34 à 12 sur le terrain des Cougars. Ils perdent les deux matchs suivants, contre les Kiowas 14 à 20 et à domicile face aux Cougars 26 à 35. Les Kiowas leur infligent une autre défaite sur le score de 8 à 32. Alors que les juniors arrivent en finale du championnat de France, les séniors terminent 2e de leur poule. En playoffs, ils sont sèchement battus 0 à 28 en huitième de finale par les Orcs de Châteauroux.
En 1995, les Templiers dominent leur poule. Lors de la 1re journée, ils battent les Gaulois de Sannois sur le score de 27 à 7. Ils battent les Tigres de Nancy 38 à 0 à l'extérieur. Ils rencontrent ensuite les Voyageurs d'Évry, les Dogues de Surennes, les Pionniers de Touraine. Puis ils commencent les matchs retour d'abord contre les Tigres de Nancy, puis face aux Gaulois de Sannois qu'ils battent 28 à 0. Après ils rencontrent Voyageurs d'Évry à Élancourt. Ils se déplacent à Châteauroux pour affronter les Orcs. Enfin ils battent les Spartiates d'Amiens à domicile, sur le score de 29 à 8. Lors des playoffs, ils éliminent les Spartiates d'Amiens en demi-finale sur le score de 29 à 16, leur donnant ainsi accès à leur première finale nationale.
Finale de division 2 1995 - Casque d'Or XIV
En finale au Stade Robert-Bobin de Bondoufle, les Templiers rencontrent l'Iron Mask de Cannes. Dès le début du match, les défenses de chaque équipe prennent le dessus sur les attaques et les deux équipes se séparent à la mi-temps sur un score vierge. La marque au tableau d’affichage évolue enfin au cours du troisième quart-temps, à la suite d'une perte de balle (fumble) des Templiers à 3 yards de leur en-but, les Cannois inscrivent un touchdown sur une course de leur quaterback. Les Templiers progressent jusqu’à un yard de l’en-but Cannois, mais sont repoussés par la défense. Sur le drive de l’attaque cannoise, les Templiers provoquent une faute et l’arbitre leur accorde un safety. Les Élancourtois repartent à l’attaque pour les dernières minutes du match sans toutefois parvenir à inscrire le moindre point. Ils s’inclinent sur le score de 2 à 6. Le titre de meilleur joueur de la finale est remis à deux joueurs, Pascal Anin de l'Iron Mask et David Courtemanche des Templiers,.
En 1996, les Templiers restent encore invaincus avec huit victoires (dont deux sur forfait) et 1 nul. Ils gagnent d'abord 35 à 14 contre les Voyageurs d'Évry, puis contre les Servals de Clermont-Ferrand 34 à 26. Le match suivant contre les Orcs de Châteauroux est reporté. Ils gagnent par forfait face aux Pionniers de Touraine. Après, ils se déplacent à Orléans pour rencontrer les Chevaliers d'Orléans, victoire 21 à 0, puis à Évry où ils battent les Voyageurs par 30 à 21. Ils gagnent contre les Servals 33 à 14, puis font match nul face aux Orcs de Châteauroux 35 à 35. Ils infligent une lourde défaite aux Pionniers à Tours, sur le score de 71 à 0. Lors de la 10e journée du championnat, les Chevaliers déclarent forfait. Grâce à leur 1re en poule, ils jouent les quarts de finale à domicile face aux Orcs de Châteauroux, victoire 38 à 20. En demi-finale à l'extérieur, ils infligent une grosse défaite 48 à 6 aux Dogues de Surennes.
Finale de division 2 1996 - Casque d'Or XV
Les Templiers jouent leur deuxième finale d'affilée, cette fois, ils rencontrent les Météores de Fontenay-sous-Bois à Brive. Nouvelle défaite pour les Templiers qui s'inclinent 15 à 26.
En 1997, les Templiers commencent mal la saison par une défaite 0 à 27 contre les Spartiates d'Amiens, puis par une défaite à Saint-Ouen-l'Aumône face aux Cougars 7 à 14. Ils remportent leur première victoire face aux Chevaliers d'Orléans 28 à 20. Ils gagnent ensuite contre les Kiowas de Garches 17 à 8. Ils perdent de nouveau face aux Spartiates sur le score de 21 à 26 et contre les Cougars 13 à 27. Ils remportent leurs deux derniers matchs contre les Chevaliers d’Orléans 35 à 12 et les Kiowas de Garches 35 à 6. 3e de leur poule les Templiers affrontent les Voyageurs d'Évry en huitième de finale. Ils battent les Voyageurs 21 à 6. En quart de finale, ils gagnent 9 à 7 à Asnières-sur-Seine contre les Molosses. En demi-finale, ils retrouvent pour la troisième fois de la saison les Spartiates d'Amiens. Encore une fois, ils sont battus par les Amiénois par 7 à 21. Les Templiers n'ont pas tout perdu à l'issue de cette saison, en effet ils sont promus en 1re division.

### L'apprentissage de D1 (1998-2002)
En 1998, les Templiers recrutent deux joueurs étrangers, les Canadiens Pierre Paul et André Perron et re-signent leur quarterback David Courtemanche. Ils deviennent le premier club en France à disposer de section minime et benjamin équipés. Pour leur premier match en élite (1re division), les Templiers prennent leur revanche sur les Météores de Fontenay-sous-Bois, qui les avaient battus en finale de division 2 en 1996, en les écrasant 31 à 0 à Fontenay-sous-Bois. Ils perdent ensuite face aux Molosses d'Asnières-sur-Seine 9 à 16, puis contre le Flash de La Courneuve 8 à 33 et les Spartiates d'Amiens 21 à 40. Ils remportent un deuxième match lors de la réception des Mousquetaires du Plessis-Robinson, 16 à 9. Ils font match nul contre les Molosses, sur le score de 26 à 26. Le Flash les bat 6 à 26 pour le compte de la 7e journée. Ils battent les Spartiates sur un score serré 21 à 20. Ils dominent une nouvelle fois les Mousquetaires 27 à 0. Ils écrasent les Météores lors de la dernière journée, sur le score de 53 à 0. Ils finissent 4e de leur poule, obtenant ainsi leur place en playoffs. En quart de finale, ils sont battus 22 à 35 par le Flash de La Courneuve.
En 1999, pour combler le départ de ses trois joueurs canadiens les Templiers signent deux joueurs Américains : Chris Calaycay et Gary Hyman. Dans la continuité de la saison 1998, ils réalisent une bonne saison. En ouverture du championnat face au Flash de La Courneuve, ils perdent 0 à 6. Lors de la 2e journée, ils gagnent d'un point à Amiens face aux Spartiates, 13 à 12. Pour leur premier match à domicile de la saison, ils dominent les Voyageurs d'Évry sur le score de 31 à 0. Ils sont ensuite battus par les Molosses d'Asnières-sur-Seine 14 à 27. Face aux Mousquetaires au Plessis-Robinson, ils empochent une large victoire 41 à 12. À domicile, ils sont encore battus par le Flash, 7 à 27. Puis ils surpassent les Spartiates sur le score de 41 à 9 et battent de nouveau les Voyageurs, 26 à 16. Ils subissent une défaite 18 à 24 contre les Molosses. Ils remportent leur dernier match de la saison sur un forfait des Mousquetaires. En playoffs, ils sont éliminés en quart de finale 7 à 37 par les Molosses d'Asnières-sur-Seine.
En 2000, les Templiers recrutent un nouveau quaterback américain en la personne de Matt Bazirgan, ils signent aussi un autre Américain Tiant Lee. Les Templiers entament la saison par une défaite 14 à 42 à La Courneuve contre le Flash. Ils reçoivent ensuite les champions en titre les Argonautes d'Aix-en-Provence, qu'ils battent 24 à 14. Ils signent une deuxième victoire à Amiens sur les Spartiates d'Amiens sur le score de 14 à 9. Puis ils gagnent 35 à 20 contre les Cougars de Saint-Ouen-l'Aumône. Leur série de victoires est stoppée à domicile par les Molosses d'Asnières-sur-Seine qui gagnent la rencontre 14 à 34. Ils s'imposent en déplacement contre les Black Panthers de Thonon-les-Bains sur le score de 41 à 38. Ils battent de nouveau les Spartiates à domicile sur le même score que deux mois auparavant, 14 à 9. Finalement, ils perdent 7 à 12 contre les Cougars. À l’issue de la saison régulière, ils sont 1er de leur poule avec 5 victoires et 3 défaites. Lors du premier tour des playoffs, les Black Panthers de Thonon-les-Bains battent les Templiers sur le score de 10 à 7 à Élancourt.
En 2001, l’effectif des Templiers change encore, les Américains sont partis, pour les remplacer deux Canadiens, le receveur William Jefferson et le quaterback Derek Martin, arrivent à Élancourt. Après avoir perdu leurs trois premiers matchs de la saison face aux Argonautes d'Aix-en-Provence 0 à 26, Flash de La Courneuve 12 à 34 et Spartiates d'Amiens 14 à 20, les Templiers remportent face aux Cougars de Saint-Ouen-l'Aumône leur seule victoire de la saison sur le score de 14 à 6. Ils perdent ensuite chez les Molosses d'Asnières-sur-Seine 6 à 34. Ils sont tenus en échec 13 à 13 à domicile par les Black Panthers de Thonon-les-Bains. Puis ils sont vaincus par les Spartiates 20 à 35. Ils terminent la saison par une correction sur le terrain des Cougars, 0 à 48. À la fin de cette mauvaise saison (1 victoire, 1 nul et 6 défaites) et ils ne jouent pas les playoffs pour la première fois depuis leur accession en élite.
En 2002, malgré l’arrivée d’un nouveau quaterback américain Perez Mattison, qui est passé par la NFL puis l’Italie, et la présence d’un joueur canadien, Mathieu Demers, dans l’escouade défensive, les Templiers accumulent les contre-performances. Lors de la 1re journée du championnat, ils sont battus à domicile par les Molosses d'Asnières-sur-Seine 6 à 16. Ils gagnent ensuite 30 à 27 contre les Cougars de Saint-Ouen-l'Aumône. Ils perdent leurs trois matchs suivants à Cannes contre l'Iron Mask 28 à 29, à La Courneuve face au Flash 6 à 55 et à domicile contre les Spartiates d'Amiens 3 à 40. Ils remportent un deuxième match contre les Black Panthers de Thonon-les-Bains sur le score de 22 à 12. Ils finissent la saison par quatre défaites : face aux Cougars, ils perdent 18 à 26, ils déclarent forfait contre les Spartiates, ils sont battus à Élancourt par les Argonautes d'Aix-en-Provence 20 à 41 et enfin ils perdent contre les Molosses 21 à 28. Avec un bilan de 2 victoires pour 8 défaites, ils terminent dernier de leur poule et sont relégués en 2e division. Les dirigeants décident alors de bâtir un effectif dans le but de remonter rapidement en 1re division et de participer à l’une des coupes d’Europe dès 2005.

### Champion de Division 2 (2003)
En 2003, les Templiers retrouvent la deuxième division. Malgré la descente en D2, le quarterback américain Perez Mattison reste au club. Le championnat débute en novembre par une première victoire à domicile 41 à 14 contre les Gaulois de Sannois. Ils se déplacent ensuite chez les Météores de Fontenay-sous-Bois, victoire 14 à 0, puis chez les Corsaires d'Évry, victoire 27 à 20. Lors de la 4e journée, les Templiers dominent les Tigres de Nancy sur le large score de 50 à 6. Le match suivant, ils reçoivent les Météores de Fontenay-sous-Bois, qu'ils battent 34 à 7. À Sannois, face aux Gaulois, ils remportent le match 20 à 13. Ils dominent de nouveau les Corsaires d'Évry sur le score de 35 à 21. Pour le compte de la dernière journée de championnat, ils se rendent à Nancy pour affronter les Tigres. Avec 8 victoires pour autant de rencontres, ils terminent premier de leur poule et se qualifient pour les demi-finales. En tant que premier de leur poule, les Templiers ont l'avantage de jouer la demi-finale à domicile. Ils battent les Black Panthers de Thonon-les-Bains sur le score de 24 à 21.
Finale de division 2 2003 - Casque d'Or XXII
Pour leur 3e finale de leur histoire, les Templiers affrontent les Servals de Clermont-Ferrand à Élancourt au Complexe Sportif Europe. Les Servals dominent le début du match grâce notamment à leur défense qui repousse les assauts des Templiers et qui inscrit un touchdown par Olivier Desvilles. Les Templiers sont menés au score jusqu'au 4e quarts-temps. Ils reviennent d'abord à 6 à 7 grâce à une réception de Patrick Tauma dans l'en-but. Puis ils prennent l'avantage au score 14 à 7 sur une course de leur quaterback Perez Mattison qui réussit aussi la transformation à 2 pts. Plus aucun point n'est inscrit, les Templiers remportent le Casque d'Or XXII, le premier titre sénior du club. Après seulement une saison en division 2, les Templiers remontent en élite. À l'issue de la rencontre, le coureur des Templiers, Philippe Roman, reçoit le titre de MVP de la finale.

### L'Europe (2004-2010)
En 2004, les Templiers complètent leur effectif avec l’arrivée du linebacker américain Willie Robinson. Pour leur retour en division 1, ils s'imposent historiquement lors du premier match à Asnières-sur-Seine contre les Molosses, victoire 0 à 7. Première défaite, cette fois à domicile contre les Spartiates d'Amiens sur le score de 6 à 28. Ils gagnent enfin un match lors de la 3e journée sur la pelouse des Cougars de Saint-Ouen-l'Aumône, victoire 20 à 19. Ils remportent le match suivant contre le Flash de La Courneuve 12 à 10, encore une fois lors d'un déplacement. Les Argonautes d'Aix-en-Provence viennent gagnent à Élancourt par 14 à 24. Les Templiers gagnent leur premier match à domicile contre les Molosses d'Asnières-sur-Seine sur la marque de 21 à 14. Ils sont ensuite lourdement corrigés par les Spartiates d'Amiens, 0 à 34. Ils gagnent de nouveau face aux Cougars de Saint-Ouen-l'Aumône par 26 à 19. Puis ils perdent à domicile 14 à 21 contre le Flash de La Courneuve. Ils prennent leur revanche sur les Argonautes d'Aix-en-Provence en allant gagner en Provence 26 à 21. Ils se classent 3e devant le champion en titre le Flash de La Courneuve, ils sont toutefois battus 39 à 26 par les Argonautes d'Aix-en-Provence en demi-finale. Leurs bons résultats leur permettent d'être invités à la coupe d’Europe EFAF Cup par l’Fédération européenne de football américain.
En 2005, Les Templiers recrutent un nouvel entraineur, Jonas Jackson, qui assure les fonctions d'entraîneur principal et de coordinateur défensif. Pour leur premier match, les Templiers se rendent à Évry pour y affronter les Corsaires, ils remportent le match 20 à 0. Lors du match suivant, ils perdent contre les Spartiates d'Amiens sur le score de 12 à 21. Ils perdent ensuite 6 à 37 à La Courneuve face au Flash. Ils se relancent en gagnant 30 à 25 lors de la réception des Argonautes d'Aix-en-Provence. Ensuite, ils gagnent trois matchs aux dépens des Molosses d'Asnières-sur-Seine sur le score de 21 à 8, des Corsaires d'Évry sur le score de 30 à 6 et des Cougars de Saint-Ouen-l'Aumône sur le score de 14 à 10. Les Templiers effectuent une trêve dans le championnat de France, afin de participer à leur première coupe d’Europe, l’EFAF Cup. Ils se retrouvent en poule avec les Anglais de Farnham Knights. Au match aller en Angleterre, ils perdent 6 à 20 puis ils réalisent un super match retour à domicile avec une victoire 32 à 6 gagnants leur ticket pour les demi-finales. Entre les deux matchs européens, ils affrontent les Spartiates d'Amiens, défaite 0 à 35, et les Black Panthers de Thonon-les-Bains, victoires 38 à 14. Puis ils gagnent leur dernier match de championnat contre les Molosses d'Asnières-sur-Seine sur le score de 30 à 22. Ils jouent ensuite leur demi-finale de l'EFAF Cup à domicile contre les Suédois de Carlstad Crusaders et remportent le match 22 à 6. En France, les Templiers terminent 2e de leur poule derrière les Spartiates d'Amiens. En demi-finale, ils sont éliminés par le Flash de La Courneuve 0 à 34.
Finale de l'EFAF Cup 2005
L’EFAF désigne Élancourt pour l’organisation de la finale entre les Templiers et les Allemands de Mercenaries de Marbourg, environ 2500 spectateurs assistent à cette finale au stade Guy Boniface. Les Mercenaries imposent leur jeu en attaque et en défense dès le début du match, ils marquent deux touchdowns à la course lors du premier quart-temps par Gerome Castllesberry. Puis en deuxième quart-temps, ils marquent sur deux passes captées par leurs receveurs Chuck Henderson et Markus Glock. Enfin les Templiers trouvent la faille dans la défense allemande pour un touchdown de Perez Mattison, transformé à 2 points par Willie Robinson. Les Templiers relèvent la tête et rentre enfin dans ce match en stoppant l’attaque des Mercenaries. Toutefois sur le jeu suivant, les Mercenaries interceptent et remontent le terrain pour marquer un cinquième touchdown grâce à une réception dans l’en-but de Filip Pawelka. Avant la pause, les Élancourtois inscrivent un deuxième touchdown après une réception de Xavier Rano. La fin du match est plus serrée, néanmoins les Mercenaries ajoutent deux autres touchdowns de Markus Glock et Gerome Castllesberry qui assurent la victoire 49 à 14 aux Allemands,.
En 2006, les Templiers changent encore d'entraîneur avec l'arrivée de Mark Garza précédemment entraîneur du Team USA. Trois Américains rejoignent aussi le club : le linemen Gary Madisson et deux running back Damion Francis et David Jefferson. La saison commence par un match nul 6 à 6 lors de la venue des Spartiates d'Amiens à Élancourt. Ensuite les Templiers gagnent successivement 14 à 12 contre les Cougars de Saint-Ouen-l'Aumône, 26 à 21 contre les Mousquetaires du Plessis-Robinson et 28 à 21 contre les Molosses d'Asnières-sur-Seine. Lors de la 5e journée, ils perdent à domicile 6 à 46 contre le Flash de La Courneuve. Ils perdent à nouveau à Amiens face aux Spartiates sur le score de 10 à 23. Lors de leurs trois déplacements suivants, ils perdent contre les Cougars de Saint-Ouen-l'Aumône 20 à 42, puis contre les Argonautes d'Aix-en-Provence 28 à 45 et ils gagnent face aux Molosses d'Asnières-sur-Seine 30 à 20. Ils battent les Black Panthers de Thonon-les-Bains 33 à 19 à domicile lors du dernier match. Après deux saisons à jouer les demi-finales, les Templiers subissent un contrecoup en championnat de France, ils achèvent la saison derrière les Spartiates d'Amiens à la différence de points inscrits (-54 contre +27) et ratent ainsi leur qualification pour les play-offs. Les Templiers participent aussi à l’EFAF Cup, où ils sont éliminés en poule. Ils rencontrent d'abord les Amsterdam Crusaders à Élancourt, victoire 23 à 0, et perdent 13 à 42 contre les Zurich Renegades.
En fin de saison, ils disputent contre une sélection de Bretagne le premier Fest Noz Bowl, qu'ils remportent 64 à 0.
En 2007, troisième changement d'entraîneur en trois ans, le français Thierry Constant, déjà entraîneur principal des Corsaires d'Évry, prend les rênes de l'équipe et de la défense. Les Templiers connaissent une saison difficile. Après avoir gagné leur premier match 17 à 13 contre les Cougars de Saint-Ouen-l'Aumône, ils perdent contre le Flash de La Courneuve 0 à 13. Ils gagnent un deuxième match contre les Molosses d'Asnières-sur-Seine sur le score de 35 à 21. Puis c'est l'hécatombe, ils perdent leurs 7 derniers matchs, dans l'ordre Black Panthers de Thonon-les-Bains 14 à 27, Spartiates d'Amiens 6 à 28, de nouveau les Spartiates 0 à 9, Cougars de Saint-Ouen-l'Aumône 15 à 23, Flash de La Courneuve 7 à 9, Argonautes d'Aix-en-Provence 20 à 28 et Servals de Clermont-Ferrand 7 à 10. Ils évitent de justesse la relégation en division 2 grâce à une meilleure différence de points par rapport aux Molosses d'Asnières-sur-Seine, -60 contre -173. Courant juin, ils disputent le Fest Noz Bowl II, victoire 44 à 18.
En septembre, Emmanuel Charret et Jérémy Larroque sont appelés en équipe de France pour participer à la coupe du monde au Japon,.

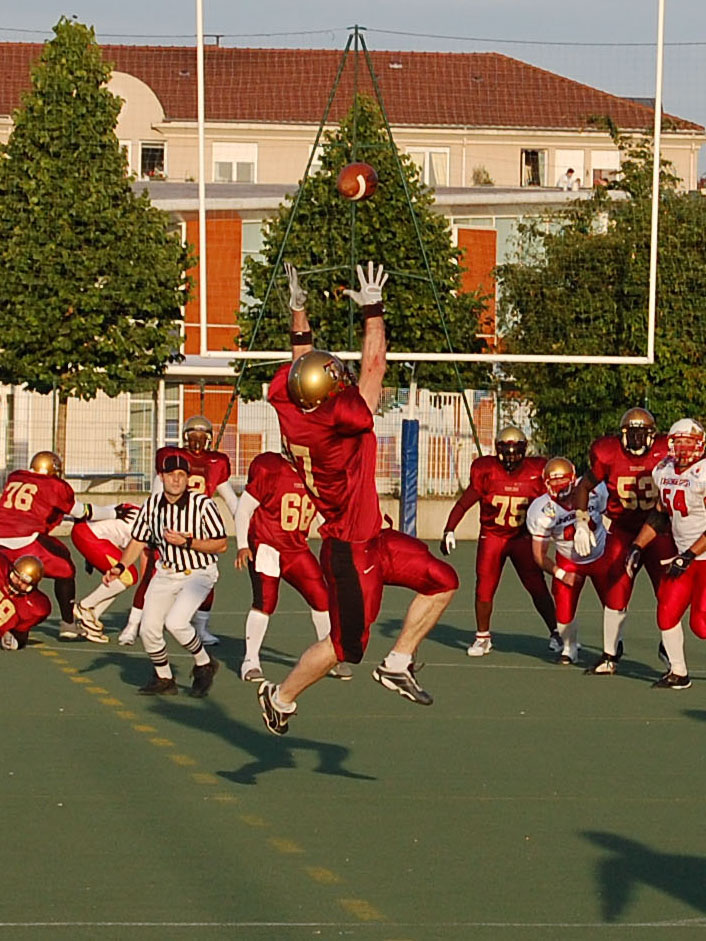
Demi-finale du championnat de France élite 2008, Templiers d'Élancourt - Argonautes d'Aix-en-Provence

En 2008, les Templiers commencent leur saison par un match d'exhibition contre les London Blitz, qu'ils remportent par 5 touchdowns contre 0 aux Anglais. Le championnat commence mal pour les Templiers face au Flash de La Courneuve, sur le kickoff Marc-Angelo Soumah remonte tout le terrain et inscrit un touchdown. Finalement, ils s'inclinent 12 à 26 à La Courneuve. Ils enchaînent ensuite une série de 6 victoires. À domicile contre les promus des Météores de Fontenay-sous-Bois sur le large score de 49 à 14 et les Spartiates d'Amiens sur le score de 7 à 6. Ensuite en déplacement contre les Servals de Clermont-Ferrand par 12 à 6 et les Cougars de Saint-Ouen-l'Aumône sur le score de 10 à 7. Lors de 6e journée, les Templiers infligent la première défaite au Flash de La Courneuve sur un impressionnant 40 à 23, la dernière défaite du Flash remontait au 21 mai 2005 face aux Black Panthers de Thonon-les-Bains, soit 20 matches. Enfin ils gagnent à nouveau contre les Météores de Fontenay-sous-Bois par 27 à 7. Leur série de victoires est stoppée à Amiens par les Spartiates qui battent les Templiers d'un petit point, 19 à 20. Ils gagnent leurs deux derniers matchs face aux Argonautes d'Aix-en-Provence 12 à 6 et contre les Cougars de Saint-Ouen-l'Aumône 23 à 6. Les Templiers terminent 1er de la poule nord avec huit victoires et deux défaites, s'assurant ainsi de jouer leur demi-finale à domicile.
En demi-finale, ils sont accrochés par les Argonautes d'Aix-en-Provence, mais finissent par l'emporter 16 à 13 grâce à un field goal dans les dernières minutes du match. Après la finale élite, comme les deux dernières années, ils terminent leur saison par un match contre une sélection de Bretagne (Fez Noz Bowl III), qu'ils remportent 50 à 6.
Finale élite 2008 - Casque de Diamant XIV
À Paris au stade Charléty devant près de 10000 spectateurs, les Templiers retrouvent en finale le multi champion de France, le Flash de la Courneuve. En première mi-temps, les deux équipes marquent par deux fois (2 TD de Laurent Marceline pour le Flash, 2 TD de Yann Audrain et Jérémy Larroque pour les Templiers) et rentrent aux vestiaires sur le score de parité 14 à 14. Le Flash prend les commandes du match lors du 3e quart-temps sur un touchdown de leur receveur Marc-Angelo Soumah. Les Templiers inscrivent un safety au début du dernier quart-temps, mais sur le jeu suivant Laurent Marceline inscrit son troisième touchdown pour le Flash qui mène alors 28 à 16. Les Templiers marquent un dernier touchdown à 20 secondes de la fin du match sur une réception de Frédéric Painchaud, mais s'inclinent finalement 22 à 28, laissant le Flash remporter son 7e titre et le 4e consécutif.
En 2009, les Templiers enregistrent l’arrivée de 2 nouveaux américains Mike Douglas (drafté en NFL Europa en 2006) et Anthony Silver qui ne jouera que le premier match. Lors de la 1re journée ils reçoivent le promu l'Iron Mask de Cannes, qu'ils dominent 42 à 14. Sur un terrain recouvert de neige, ils battent les Spartiates d'Amiens 21 à 10. À Saint-Ouen-l'Aumône, les Cougars leur infligent un revers 0 à 21. En déplacement, ils réalisent un grand match contre les Black Panthers de Thonon-les-Bains, victoire 43 à 6. Ils accrochent le Flash de La Courneuve, mais s'incline finalement 25 à 28 à La Courneuve. Ils affrontent ensuite l’autre promu, les Molosses d'Asnières-sur-Seine, pour une large victoire 54 à 6. En cours de saison, ils reçoivent le renfort de Keith Stokes et Devone Claybrooks (en) en provenance de la LCF et de la même université que le quarterback Perez Mattison. Les Templiers participent pour la première fois à l'European Football League (EFL) (équivalent de la Ligue des Champions en football), à domicile ils dominent le club espagnol des Pioners de L'Hospitalet 62 à 23. Ils battent ensuite les Spartiates 29 à 23 à l’extérieur. Dans un match serré, ils viennent à bout des Cougars sur le score de 35 à 31. Puis ils remportent leur 2e match d'EFL d'un point en Italie face aux Lions de Bergame 27 à 26, se qualifiant ainsi pour les quarts de finale. Avant leur quart de finale européen, ils accueillent le Flash à Élancourt, défaite 21 à 26. Ils se déplacent en Autriche pour rencontrer les Giants de Graz, l'un des meilleurs clubs européens de ces dernières années, les Autrichiens gagnent le match 20 à 6. Dans le championnat Élite, les Templiers luttent avec les Spartiates d'Amiens jusqu'à la dernière journée pour obtenir leur place en demi-finales, grâce à une dernière victoire sur les Molosses d’Asnières-sur-Seine par 35 à 0. À Thonon-les-Bains face aux Black Panthers, ils effectuent une entame de match catastrophique, interception sur la première passe qui amène le premier touchdown des locaux, puis ils encaissent un second touchdown, ils sont alors mené 14-0. Les Templiers reviennent peu à peu dans le match, dans le dernier quart-temps, ils sont au coude à coude avec les Black Panthers, mais ces derniers tiennent bon et l'emportent finalement sur le score de 41 à 39.
À la fin de la saison, ils remportent pour la 4e fois Fest Noz Bowl IV.

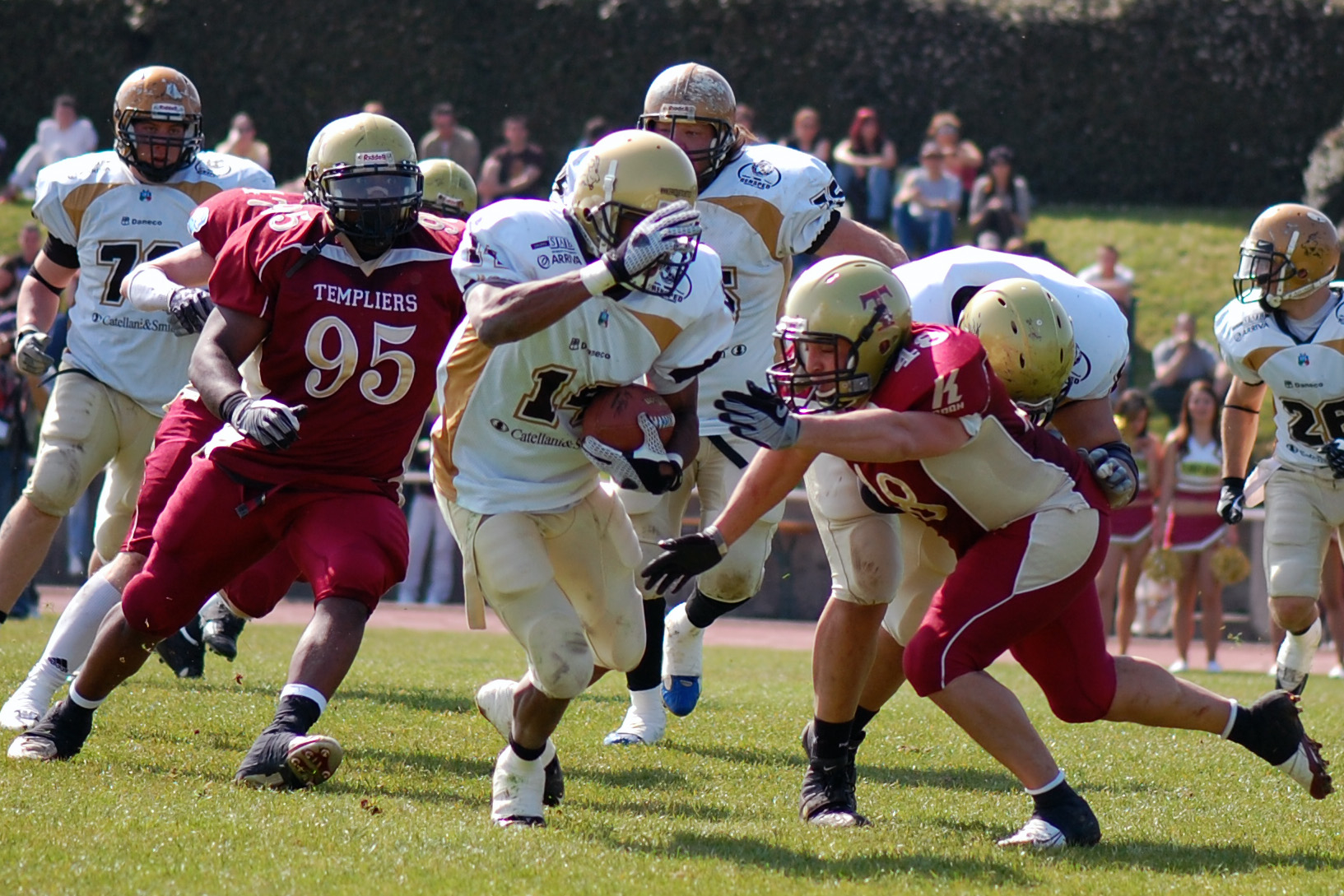
European Football League 2010, Templiers d'Élancourt - Lions de Bergame

En 2010, après de longues délibérations fin 2009 avec l'EFAF, les Templiers sont admis pour la deuxième année consécutive en EFL. Les Templiers recrutent un entraîneur expérimenté en la personne de Paul Schudel qui a entraîné plusieurs universités américaines. Avec le départ de leur quarterback Perez Mattison pour les Spartiates d'Amiens, ils signent pour le remplacer Peejay Jack en provenance de la ligue SSFL aux États-Unis. Les Templiers commencent bien leur saison avec deux victoires 16 à 13 contre les Black Panthers de Thonon-les-Bains, puis 22 à 6 contre les Cougars de Saint Ouen l'Aumône. Lors du troisième match, ils perdent dans les dernières secondes à Amiens, 19 à 14, grâce à une passe de leur ancien quaterback Perez Mattison. Ils s'inclinent de nouveau à l'extérieur face au Flash de la Courneuve (17 à 12). Ils enchainent ensuite trois victoires contre les Centurions de Nîmes sur le score de 26 à 12, les Iron Mask de Cannes 26 à 12 et les Dauphins de Nice par 9 à 0. Afin de renforcer l'équipe pour la coupe d'Europe, les Templiers recrutent un autre américain Jarrel Kelley. Mi-avril, les Templiers gagnent largement contre les Lions de Bergame à Élancourt 29 à 3. Entre leurs deux matchs européens, les Élancourtois se déplacent à Aix-en-Provence, où ils arrachent la victoire en fin de match sur un field goal de Kamel Sadik. Pour le deuxième match de coupe d'Europe, les Templiers se rendent en Espagne pour affronter les Firebats de Valence. Ils sont battus par les Espagnole par 35 à 18, ce résultat qualifie les Espagnoles qui sont premiers du groupe au goal average. Éliminés de l'EFL, les Templiers sont corrigés à domicile par les Spartiates d'Amiens 7 à 37. Ils perdent leur dernier match de la saison contre les Cougars, 20 à 13. À l'issue d'une saison marquée par plusieurs blessures, les Templiers finissent 5e du championnat et ne disputeront pas les demi-finales, pire en tant que club le moins bien classé des équipes du nord, ils doivent jouer un match de barrage contre les Molosses d'Asnières-sur-Seine afin d'éviter la relégation. Le match de barrage est annulé par la fédération, les Molosses ne souhaitant monter en première division.
Comme à leur habitude, les Templiers disputent le Fest Noz Bowl contre une sélection de Bretagne qui remporte pour la première fois le match 20 à 26.

### Relégation en division 2 (2011-2012)
Les premiers matchs de la saison 2011 des Templiers sont difficiles avec trois défaites contre les Spartiates d'Amiens 3 à 17, puis contre le Flash de La Courneuve 0 à 19 et enfin contre les Cougars de Saint-Ouen-l'Aumône 28 à 47. Les Templiers remportent leur premier match lors de la réception des Black Panthers de Thonon-les-Bains, 26 à 14. Ils remportent un second match à Nice contre les Dauphins sur le score de 46 à 19. En déplacement à Grenoble, ils perdent 20 à 35 face aux promus les Centaures. Les Templiers reçoivent ensuite les Argonautes d'Aix-en-Provence, contre lesquels ils gagnent 28 à 7. Une semaine plus tard, ils reçoivent le leader invaincu, le Flash de La Courneuve. Dans un match disputé, ils livrent une belle prestation et s’adjugent la victoire 30 à 22. C’est avec une motivation retrouvée qu’ils se rendent à Amiens, mais les Spartiates les dominent sur le score de 14 à 42. Lors du dernier match à Élancourt, les Templiers et les Cougars s’affrontent pour savoir lequel des deux clubs jouera le match de barrages avec le finaliste de la poule nord de la division 2. À la mi-temps les Templiers mènent, cependant ils s’inclinent finalement devant les Cougars 18 à 29. À la fin de la saison, Jérémy Larroque est récompensé de ses efforts en recevant le titre de meilleur joueur français, trophée remis pour la première fois dans l'existence du championnat de France. Le match de barrage se joue le 26 juin à Élancourt. Le sort des Templiers est scellé par une défaite 19 à 26 contre les Molosses d'Asnières-sur-Seine, ils sont relégués en deuxième division.
Dès le début de la saison 2012 les Templiers affichent leur ambition de remonter à partir de la fin de la saison en élite. Ils commencent le championnat par la réception des Chevaliers d'Orléans pour une large victoire 56 à 7. Ils affrontent ensuite les Pygargues de Troyes pour une seconde victoire sur le score de 34 à 0. Leur troisième match face aux promus de division 3, les Caïmans 72 du Mans, est reporté pour cause de grand froid sur la France au cours du mois de février. Fin février, après une pause d'environ un mois, les Templiers retrouvent la compétition lors de la venue des Météores de Fontenay-sous-Bois, qu'ils battent 26 à 7. Puis ils entament une série de quatre matchs à l'extérieur, qui débute par une défaite 14 à 24 contre les surprenant Gladiateurs de la Queue-en-Brie. Le déplacement à Orléans leur permet de renouer avec la victoire en surclassant les Chevaliers sur le score de 42 à 0. Ils gagnent le match suivant 38 à 6 face aux Corsaires d'Évry. Sous des averses de grêles, ils l’emportent aux Mans par 61 à 13 sur le terrain des Caïmans. Une semaine plus tard ils reçoivent ces mêmes Caïmans à Élancourt pour leur match en retard et une victoire supplémentaire sur le score de 42 à 7. Au match suivant ils infligent une lourde défaite aux Gaulois de Sannois contre qui ils marquent pas moins de onze touchdowns s’adjugeant un succès par 80 à 0. Ils se classent premier de leur poule grâce à une dernière victoire 35 à 19, acquise en deuxième mi-temps, face aux Gladiateurs de La Queue-en-Brie. En finale de conférence Nord, lors d'un match accroché jusqu'au coup de sifflet final, ils viennent à bout des Météores de Fontenay-sous-Bois sur le score de 21 à 14, obtenant ainsi leur ticket pour le match de barrage pour la montée en élite. Grosse désillusion des Élancourtois à Saint-Ouen l'Aumône pour le match de barrage, les Cougars dominent la rencontre sur la marque de 46 à 21 renvoyant ainsi les Templiers pour une autre saison en division 2. Les Templiers sont finalement promus en élite par la FFFA, dans une affaire qui verra les Cougars être relégués puis maintenus en élite une semaine avant le début du championnat 2013.

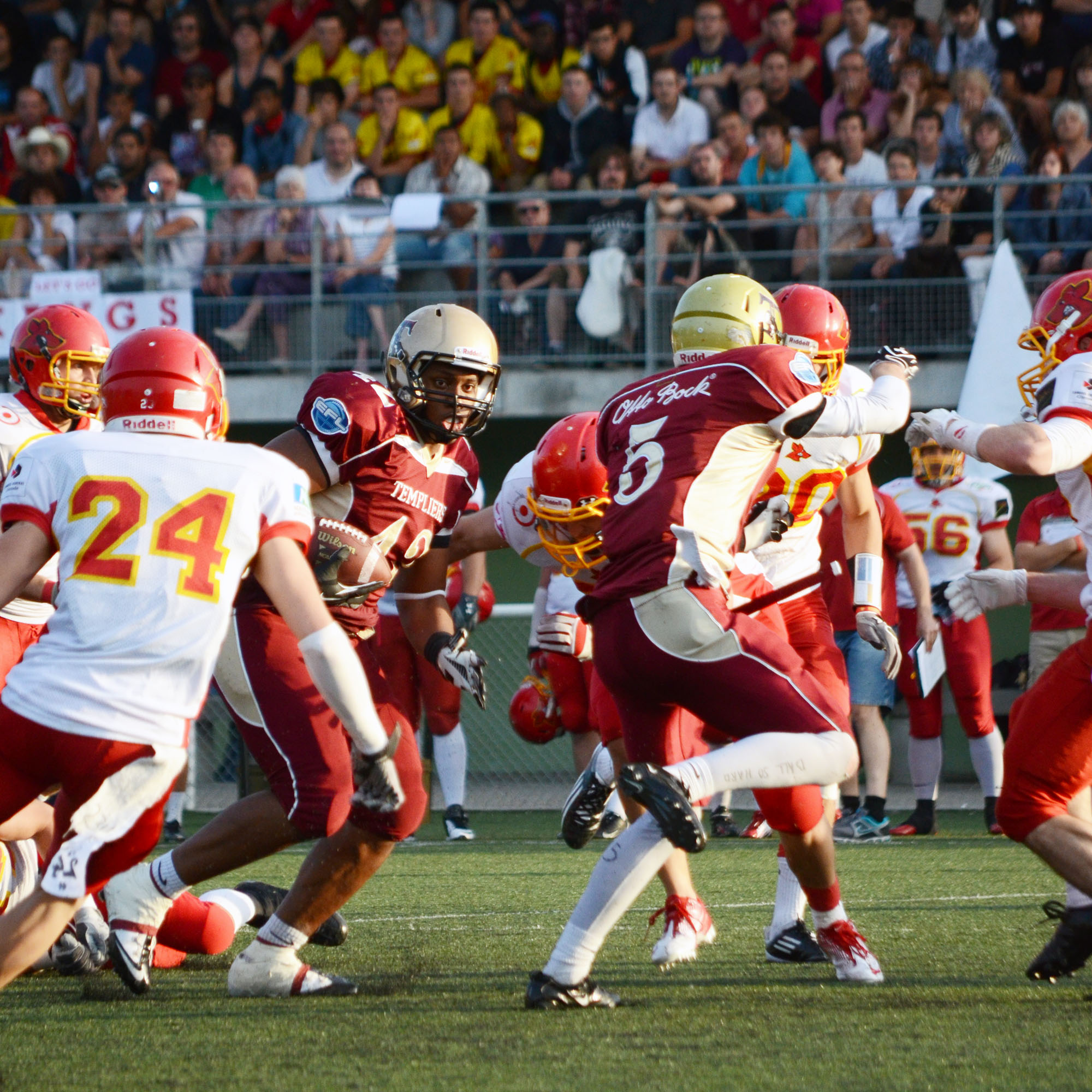
Finale de division 2 2012, Kangourous de Pessac - Templiers d'Élancourt

Finale de division 2 2012 - Casque d'Or XXXI
Les Templiers terminent leur saison en disputant leur quatrième finale de deuxième division, le Casque d'Or XXXI, à Pessac face aux Kangourous. La rencontre débute mal pour les Élancourtois avec deux touchdowns rapidement encaissés sur le premier drive des Kangourous et à la suite d'une interception. En fin du premier quart-temps les Templiers marquent sur une passe vers Jérémy Larroque. Dans le deuxième quart-temps les Kangourous inscrivent un autre touchdown et les Templiers aussi. Avant la mi-temps, les Kangourous passent un field goal pour mener 23 à 14. Le troisième quart-temps est à l'avantage des Templiers qui marquent par deux fois pour mener au score par 30 à 23. Durant le dernier quart-temps, les Kangourous recollent au score. Ensuite les défenses des deux équipes neutralisent les attaques adversaires. Commence alors la prolongation, sur le premier jeu les Kangourous marquent grâce à une superbe passe de 35 yards de leur quaterback. C'est au tour des Templiers d'attaquer, ils gagnent quelques yards à la course. Sur la passe suivante les Kangourous interceptent et remportent ainsi le titre sur le score de 37 à 30.

### Retour en élite (2013-2016)
Pour leur retour en élite en 2013, les Templiers recrutent un nouveau quaterback américain Vinnie Miroth et re-signent pour une cinquième saison le defensive end et tight end américain Mike Douglas. Ils comptent aussi les arrivés du defensive back Javier Kavena (international espagnol), Ganem Chekili et Matthieu Poque, ainsi que les retours du linemen Xavier Rano et de Cédric Lavanne. Cette année est aussi celle de la création de la section cheerleading et de la diffusion des matchs sur Internet via le site Dailymotion. Ils entament bien le championnat avec cinq victoires de suite chez le champion en titre les Spartiates d'Amiens 21 à 14, contre les Centaures de Grenoble 34 à 7, à Thonon contre les Black Panthers 28 à 20, face aux Molosses d'Anières-sur-Seine 42 à 23 et les Kangourous de Pessac 28 à 27. À la mi-saison ils occupent à la première place du championnat. Ils ont moins de réussite dans la deuxième moitié du championnat, ils perdent chez les Molosses 9 à 20 et chez les Cougars de Saint-Ouen-l'Aumône 19 à 28 et à domicile face au Flash de La Courneuve 14 à 24. Ils gagnent de justesse 21 à 20 face aux Spartiates et enfin ils perdent le dernier match 7 à 28 à Nice contre les Dauphins. Quatrième au classement ils se qualifient pour les demi-finales, où ils affrontent le Flash à La Courneuve. Les Templiers s’inclinent 21 à 25 après une belle lutte entre les deux équipes qui mènent successivement au score.
En septembre 2013, les Templiers montent une équipe féminine de football américain, mais, faute d'un effectif suffisant, la tentative avorte.
En 2014, comme les saisons précédentes, les Templiers recrutent un nouveau quaterback américain Sean Shelton qui arrive de l'université de William Jewell. Ils entament le championnat par quatre victoires contre Kangourous de Pessac 59 à 21, les Molosses d'Asnières-sur-Seine 21 à 7, les Centurions de Nîmes 28 à 0 et les Dauphins de Nice 25 à 7. Ils perdent leur premier match 20 à 34 contre le Flash de La Courneuve. Face aux Cougars de Saint-Ouen-l'Aumône, ils arrachent la victoire 39 à 35 dans la dernière minute du match. Ils perdent un deuxième match face aux leaders et champions en titre les Black Panthers de Thonon sur le score de 20 à 28. Ils gagnent leur dernier match 38 à 6 contre les Météores de Fontenay-sous-Bois. Avec un bilan de 6 victoires et 2 défaites, ils finissent la saison régulière à la seconde place, synonyme de demi-finales à domicile. Fin mai, les Templiers sont déclarés forfaits face aux Cougars de Saint-Ouen 'Aumône, pour avoir fait jouer un joueur non autorisé à jouer les matchs de championnat. Ils se retrouvent sixième au classement. Au lieu des demi-finales, ils jouent le match de barrage contre les Spartiates d'Amiens, finalistes Nord de division 2. Ils remportent le match de barrage 24 à 13, assurant ainsi leur place en élite pour la saison 2015. Sur la scène européenne, les Templiers participent à la première édition de la Ligue des Champions organisée par l'IFAF. Dans leur poule, ils sont confrontés aux Espagnols des Pioners de L'Hospitalet et aux Anglais du London Blitz. Ils comptent aussi dans leur poule les Dauphins de Nice, toutefois, ils ne les rencontrent pas lors de la compétition. À Élancourt, ils remportent la première rencontre 51 à 14 contre le Blitz. Pour leur deuxième match, ils se rendent en Espagne, où ils gagnent 34 à 16 face aux Pioners et se qualifient pour les demi-finales. Le 11 et 13 juillet, les Templiers accueillent le Final Four (demi-finales et finale) au stade Guy-Boniface d'Élancourt. Ils perdent leur demi-finale sur le score de 37 à 44 contre les Helsinki Roosters.

## Bilan saison par saison

### Tableau récapitulatif
| Championnat de France               | Championnat de France | Championnat de France | Championnat de France | Championnat de France | Championnat de France | Championnat de France | Championnat de France | Championnat de France | Championnat de France | Championnat de France             | Championnat de France | Coupe d’Europe                           | Coupe d’Europe |
| Saison                              | Division              | Classement            | M.J.                  | Vic.                  | Nuls                  | Déf.                  | For.                  | Pts pour              | Pts Contre            | Playoffs                          | Barrages              | Coupe d’Europe                           | Coupe d’Europe |
| ----------------------------------- | --------------------- | --------------------- | --------------------- | --------------------- | --------------------- | --------------------- | --------------------- | --------------------- | --------------------- | --------------------------------- | --------------------- | ---------------------------------------- | -------------- |
| Cormorans de Montigny-le-Bretonneux |                       |                       |                       |                       |                       |                       |                       |                       |                       |                                   |                       |                                          |                |
| 1989(1)                             | D3                    |                       | 1                     | 1                     | 0                     | 0                     | 0                     | 18                    | 12                    | -                                 | -                     | -                                        |                |
| 1990                                | D3                    | 1er poule             | 6                     | 5                     | 0                     | 1                     | 0                     | 139                   | 54                    | Demi-finaliste                    | -                     | -                                        |                |
| 1991                                | D2                    | 2e poule              | 6                     | 3                     | 0                     | 3                     | 0                     | 108                   | 78                    | Quart de finaliste                | -                     | -                                        |                |
| 1992(1)                             | D2                    | 3e poule              | 4                     | 1                     | 1                     | 1                     | 0                     | 25                    | 27                    | Huitième de finaliste             | -                     | -                                        |                |
| Templiers d’Élancourt               |                       |                       |                       |                       |                       |                       |                       |                       |                       |                                   |                       |                                          |                |
| 1993(1)                             | D2                    | 2e poule              | 6                     | 4(2)                  | 0                     | 1                     | 0                     | 66                    | 35                    | Huitième de finaliste             | -                     | -                                        |                |
| 1994(1)                             | D2                    | 2e poule              | 6                     | 1                     | 0                     | 3                     | 0                     | 82                    | 99                    | Huitième de finaliste             | -                     | -                                        |                |
| 1995(1)                             | D2                    | 1er poule             | 10                    | 4                     | 0                     | 0                     | 0                     | 122                   | 15                    | Finaliste                         | -                     | -                                        |                |
| 1996                                | D2                    | 1er poule             | 9(3)                  | 8(4)                  | 1                     | 0                     | 0                     | 295                   | 110                   | Finaliste                         | -                     | -                                        |                |
| 1997                                | D2                    | 3e poule              | 8                     | 4                     | 0                     | 4                     | 0                     | 156                   | 137                   | Demi-finaliste                    | -                     | -                                        |                |
| 1998                                | D1                    | 4e poule nord         | 10                    | 5                     | 1                     | 4                     | 0                     | 218                   | 170                   | Quart de finaliste                | -                     | -                                        |                |
| 1999                                | D1                    | 3e poule nord         | 10                    | 6(5)                  | 0                     | 4                     | 0                     | 209                   | 133                   | Quart de finaliste                | -                     | -                                        |                |
| 2000                                | D1                    | 1er poule nord        | 8                     | 5                     | 0                     | 3                     | 0                     | 163                   | 178                   | Quart de finaliste                | -                     | -                                        |                |
| 2001                                | D1                    | 3e poule nord         | 8                     | 1                     | 1                     | 6                     | 0                     | 73                    | 216                   | -                                 | -                     | -                                        |                |
| 2002                                | D1                    | 4e poule nord         | 10                    | 2                     | 0                     | 7                     | 1                     | 154                   | 292                   | -                                 | -                     | -                                        |                |
| 2003                                | D2                    | 1er poule nord        | 8                     | 8                     | 0                     | 0                     | 0                     | 247                   | 88                    | Champion                          | -                     | -                                        |                |
| 2004                                | D1                    | 3e                    | 10                    | 6                     | 0                     | 4                     | 0                     | 146                   | 190                   | Demi-finaliste                    | -                     | -                                        |                |
| 2005                                | D1                    | 2e poule nord         | 10                    | 7                     | 0                     | 3                     | 0                     | 208                   | 178                   | Demi-finaliste                    | -                     | EFAF Cup, Finaliste                      |                |
| 2006                                | D1                    | 3e poule nord         | 10                    | 5                     | 1                     | 4                     | 0                     | 201                   | 255                   | -                                 | -                     | EFAF Cup, Poules                         |                |
| 2007                                | D1                    | 4e poule nord         | 10                    | 2                     | 0                     | 8                     | 0                     | 121                   | 181                   | -                                 | -                     | -                                        |                |
| 2008                                | D1                    | 1er poule nord        | 10                    | 8                     | 0                     | 2                     | 0                     | 209                   | 131                   | Finaliste                         | -                     | -                                        |                |
| 2009                                | D1                    | 2e poule nord         | 10                    | 7                     | 0                     | 3                     | 0                     | 306                   | 165                   | Demi-finaliste                    | -                     | EFL, Quart de finaliste                  |                |
| 2010                                | D1                    | 5e                    | 10                    | 6                     | 0                     | 4                     | 0                     | 171                   | 155                   | -                                 | D1/D2, annulé         | EFL, Poules                              |                |
| 2011                                | D1                    | 6e                    | 10                    | 4                     | 0                     | 6                     | 0                     | 213                   | 251                   | -                                 | D1/D2, défaite        | -                                        |                |
| 2012                                | D2                    | 1er poule nord        | 10                    | 9                     | 0                     | 1                     | 0                     | 428                   | 83                    | Finaliste                         | D1/D2, défaite        | -                                        |                |
| 2013                                | D1                    | 4e                    | 10                    | 6                     | 0                     | 4                     | 0                     | 223                   | 211                   | Demi-finaliste                    | -                     | -                                        |                |
| 2014                                | D1                    | 6e                    | 8                     | 5                     | 0                     | 2                     | 1                     | 211                   | 121                   | -                                 | D1/D2, victoire       | IFAF Ligue des Champions, Demi-finaliste |                |
| 2015                                | D1                    | 6e                    | 10                    | 3                     | 1                     | 6                     | 0                     | 152                   | 255                   | -                                 | -                     | -                                        |                |
| 2016                                | D1                    | 7e                    | 9                     | 1                     | 0                     | 8                     | 0                     | 96                    | 284                   | -                                 | -                     | -                                        |                |
| 2017                                | D2                    | 3e poule A nord       | 9                     | 3                     | 0                     | 6                     | 0                     | 154                   | 226                   | -                                 | -                     | -                                        |                |
| 2018                                | D2                    | 2e poule B nord       | 10                    | 6                     | 1                     | 3(6)                  | 0                     | 198                   | 107                   | Demi-finaliste de Conférence Nord | -                     | -                                        |                |
| 2019                                | D2                    | 1re poule B nord      | 9                     | 7                     | 0                     | 1                     | 1                     | 171                   | 101                   | Demi-finaliste de Conférence Nord | -                     | -                                        |                |
| 2020                                | D2                    |                       |                       |                       |                       |                       |                       |                       |                       |                                   | -                     | -                                        |                |

- Champion ou vainqueur
- Vice-champion ou finaliste
- Promu
- Barrage de promotion
- Relégué
- Barrage de relégation

(1) Résultats incomplets.
(2) Dont un forfait des Éperons Ardents d'Évry.
(3) Les Templiers jouent 9 matchs au lieu de 10, car ils comptent un match reporté et non joué contre les Orcs de Châteauroux.
(4) Dont deux forfaits des Chevaliers d'Orléans et des Pionniers de Touraine.
(5) Dont un forfait des Mousquetaires du Plessis-Robinson.
(6) Dont un match de pénalité perdu contre les Spartiates d'Amiens.

### Bilan
Statistiques arrêtées au 28 mai 2016.
| Compétition            | Type              | Participations | M.J. | Vic. | Nuls | Déf. | For. | Pts pour | Pts Contre |
| ---------------------- | ----------------- | -------------- | ---- | ---- | ---- | ---- | ---- | -------- | ---------- |
| Championnat de France  |                   |                |      |      |      |      |      |          |            |
| D1 - Casque de diamant | Saison            | 17             | 163  | 79   | 4    | 78   | 2    | 3093     | 3366       |
| D1 - Casque de diamant | Playoffs          | 8              | 9    | 1    | 0    | 8    | 0    | 160      | 262        |
| D1 - Casque de diamant | Barrages D1/D2(2) | 3(3)           | 2    | 1    | 0    | 1    | 0    | 43       | 39         |
| D1 - Casque de diamant | Total             | 17             | 174  | 81   | 4    | 87   | 2    | 3296     | 3667       |
| D2 - Casque d’or       | Saison(1)         | 9              | 67   | 42   | 2    | 13   | 0    | 1529     | 672        |
| D2 - Casque d’or       | Playoffs          | 9              | 17   | 9    | 0    | 8    | 0    | 287      | 298        |
| D2 - Casque d’or       | Barrages D1/D2(2) | 1              | 1    | 0    | 0    | 1    | 0    | 21       | 46         |
| D2 - Casque d’or       | Total             | 9              | 85   | 51   | 2    | 22   | 0    | 1837     | 1016       |
| D3 - Casque d'argent   | Saison            | 2              | 7    | 6    | 0    | 1    | 0    | 157      | 66         |
| D3 - Casque d'argent   | Playoffs          | 1              | 2    | 1    | 0    | 1    | 0    | 36       | 14         |
| D3 - Casque d'argent   | Total             | 2              | 9    | 7    | 0    | 2    | 0    | 193      | 80         |
| Total France           | Total France      | 28             | '268 | 139  | 6    | 111  | 2    | 5326     | 4763       |
| Coupe d'Europe         |                   |                |      |      |      |      |      |          |            |
| EFAF                   |                   |                |      |      |      |      |      |          |            |
| EFL                    | Saison            | 2              | 4    | 3    | 0    | 1    | 0    | 136      | 87         |
| EFL                    | Playoffs          | 1              | 1    | 0    | 0    | 1    | 0    | 6        | 20         |
| EFL                    | Total             | 2              | 5    | 3    | 0    | 2    | 0    | 142      | 107        |
| EFAF Cup               | Poules            | 2              | 4    | 2    | 0    | 2    | 0    | 74       | 68         |
| EFAF Cup               | Playoffs          | 1              | 2    | 1    | 0    | 1    | 0    | 36       | 55         |
| EFAF Cup               | Total             | 2              | 6    | 3    | 0    | 3    | 0    | 110      | 123        |
| IFAF Europe            |                   |                |      |      |      |      |      |          |            |
| Ligue des Champions    | Poules            | 1              | 2    | 2    | 0    | 0    | 0    | 85       | 30         |
| Ligue des Champions    | Playoffs          | 1              | 1    | 0    | 0    | 1    | 0    | 37       | 44         |
| Ligue des Champions    | Total             | 1              | 3    | 2    | 0    | 1    | 0    | 122      | 74         |
| Total Europe           | Total Europe      | 5              | 14   | 8    | 0    | 6    | 0    | 374      | 304        |
| TOTAL                  | TOTAL             | TOTAL          | 282  | 147  | 6    | 117  | 2    | 5700     | 5067       |

(1) Résultats incomplets.
(2) 3 participations en tant que club de D1 (2010, 2011 et 2014) et 1 participation en tant que club de D2 (2012).
(3) En 2010, le match de barrage contre les Molosses d'Asnières-sur-Seine est annulé.

## Personnalités du club

### Présidents
| Nom (Nationalité) | Période     |
| Philippe Keravel  | -           |
| Rodolphe Marmin   | -           |
| George Agostinho  | 2000-2017   |
| Joël Da Silva     | Depuis 2017 |

### Entraîneurs

#### Entraîneur principal
| Nom (Nationalité)  | Période         |
| Bruno Lindia       | -               |
| Jonas Jackson ,    | 2005            |
| Mark Garza         | 2006            |
| Thierry Constant   | 2003, 2007-2009 |
| Paul Schudel       | 2010            |
| Emmanuel Charret   | 2011-2015       |
| Mickaël Marion     | 2016            |
| Frédérik Henderson | Depuis 2017     |

#### Coordinateur attaque
| Nom (Nationalité)      | Période     |
| Gilles Rahmat          | -           |
| Stéphane Vigneron      | -           |
| Chris Barnette ,       | 2008        |
| Eric Girier Dufournier | Depuis 2008 |
| Emmanuel Charret       | 2011-2013   |
| Mickaël Marion         | Depuis 2014 |

#### Coordinateur défense
| Nom (Nationalité)   | Période     |
| Jonas Jackson ,     | 2005        |
| Thierry Constant    | 2007-2011   |
| Thierry Lesuperbe   | Depuis 2009 |
| Pierre-Marie Surpin | Depuis 2011 |
| Jean-Noël Espie     | 2012-2013   |

### Joueurs

#### Joueurs récompensés individuellement
- Trophée Laurent Plegelatte (meilleur joueur Français du championnat élite)
  - 2011  Jérémy Larroque WR
- Trophée Chris Flynn (meilleur joueur étranger du championnat élite)
  - 2014  Sean Shelton QB
- Meilleur joueur du Casque d'Or (finale de division 2)
  - 1995  David Courtemanche QB/WR
  - 2003  Philippe Roman[50] RB
- Meilleur joueur de la finale du championnat régional d'Île-de-France
  - 2014  Jordane Deubras RB

#### Joueurs notables
Joueurs étrangers, joueurs Français sélectionnés en équipe de France (sénior ou junior) ou joueurs récompensés individuellement. Liste non exhaustive.
| - - Matt Bazirgan QB (2000) - - Jean Bellus Begue DE - - Nicolas Boussard OL - 15 Layton Brown LB (2012) - - Chris Calaycay FS/QB (1999) - - Boris Chanfrau RB - 42 Emmanuel Charret DB (1991-2010) - 12 Jérémy Corroyer QB - 19 David Courtemanche QB/WR (1995-1998) - 81 Anthony Couvin WR - - Mathieu Demers LB (2002) - - Christophe Dossarps WR - 7 Mike Douglas, TE/OL/RB (2009-2014) - 11 David Duran WR (2012) - 1 Johnathan Eckmans WR - - Christophe Fahy DB - 27 Damion Francis, RB (2006) - 5 Cyril Gérard WR - 33 Christophe Gonenze DE/LB - - Christophe Goudy OL - - Stéphane Guillemard OL - 47/86 Frédérick Henderson LB | - - Jean-Baptiste Heron LB - - Gary Hyman WR/DB (1999) - 15 Peejay Jack, QB (2010) - 7 David Jefferson, RB (2006) - - William Jefferson WR/DB (2001) - - Benoit Jean-Joseph, RB/WR - 3 / Javier Kavena DB (2013-2014) - 1 Jarrel Kelley, RB/DB (2010) - 99 Medhi Khelifati DL - 22 Nicolas Lachaud DB - - Daniel Langheim, DL - 80 Jérémy Larroque WR (Depuis 2005) - - Tiant Lee (2000) - - Vincent Lelard, QB - 2 Lamar Lewis RB (2011) - 2 Daniel Libre RB (2011) - - Charles-Henri Lorin RB - 55 Gary Madisson OL (2006) - - Derek Martin QB (2001) - 2 / Perez Mattison, QB (2002-2009) - 8 Vinnie Miroth QB (2013) - 12 Fabrice Morrisset LB | - 68/75 Dominique Mozziconnacci DL - 35/45 Jérémy Nagou DL - - Franck Pace LB - - Pierre Paul (1998) - - André Perron (1998) - 21/36 Alban Ponset RB/DB - - Nicolas Quanquin DB - - Hary Rafalimanana, LB - 56 Cody Redmond OL/DL (Depuis 2015) - 7 Willie Robinson, LB (2004-2008) - 5 Philippe Roman RB - 3 Zack Shaw QB (Depuis 2015) - 15 Sean Shelton QB (2014) - 90 Anthony Silver, OL/DL (2009) - 11/33 Keith Stokes WR/RB (2009) - - Patrice Surpin DL - 10 Rody Surpin LB - 2/32 Julien Tanvet RB - - Patrick Tauma WR - - Alexander Tsassong, RB/WR - 11 Joel Ursoleo, WR (2006-2007) |

## Galerie de photos

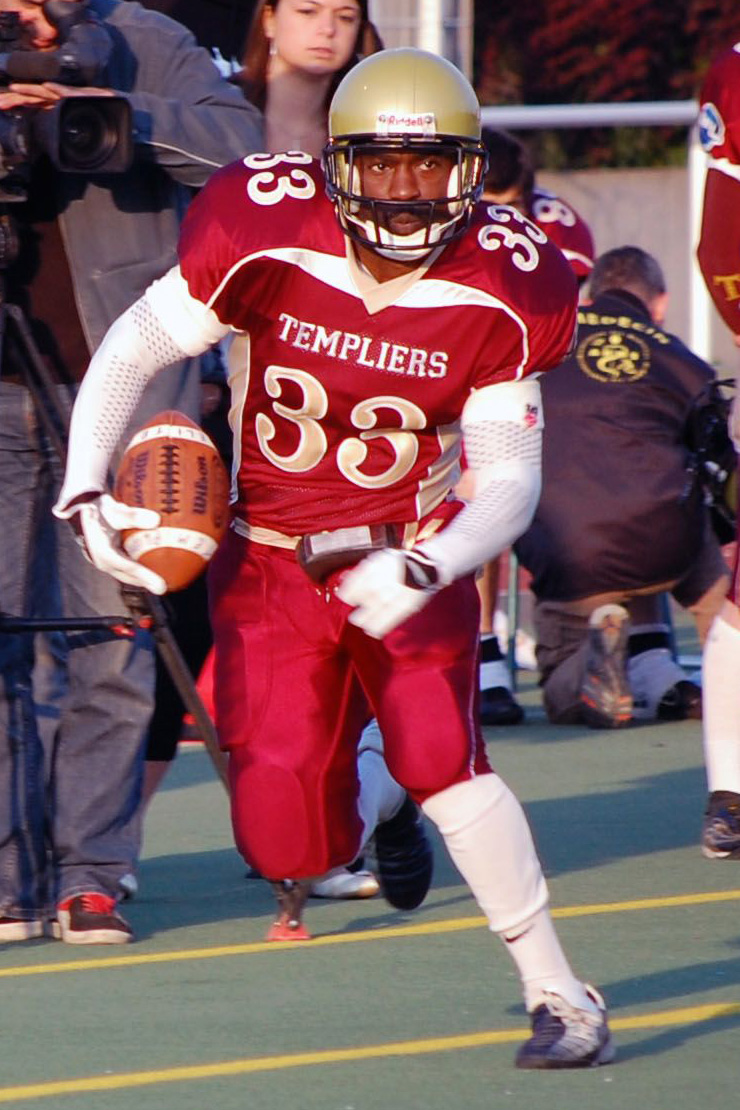
Keith Stokes, Templiers d'Élancourt 2009
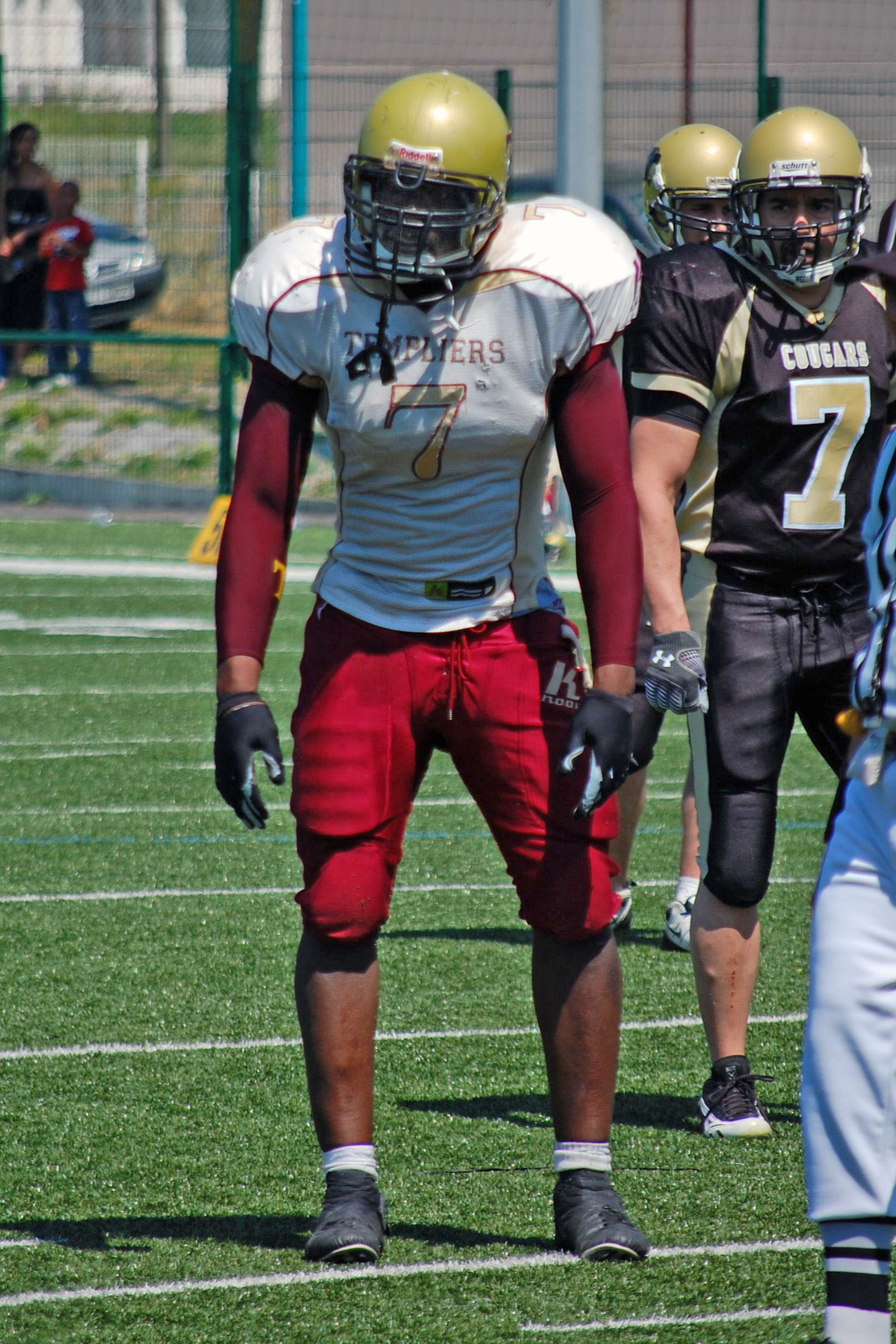
Mike Douglas, Templiers d'Élancourt 2010
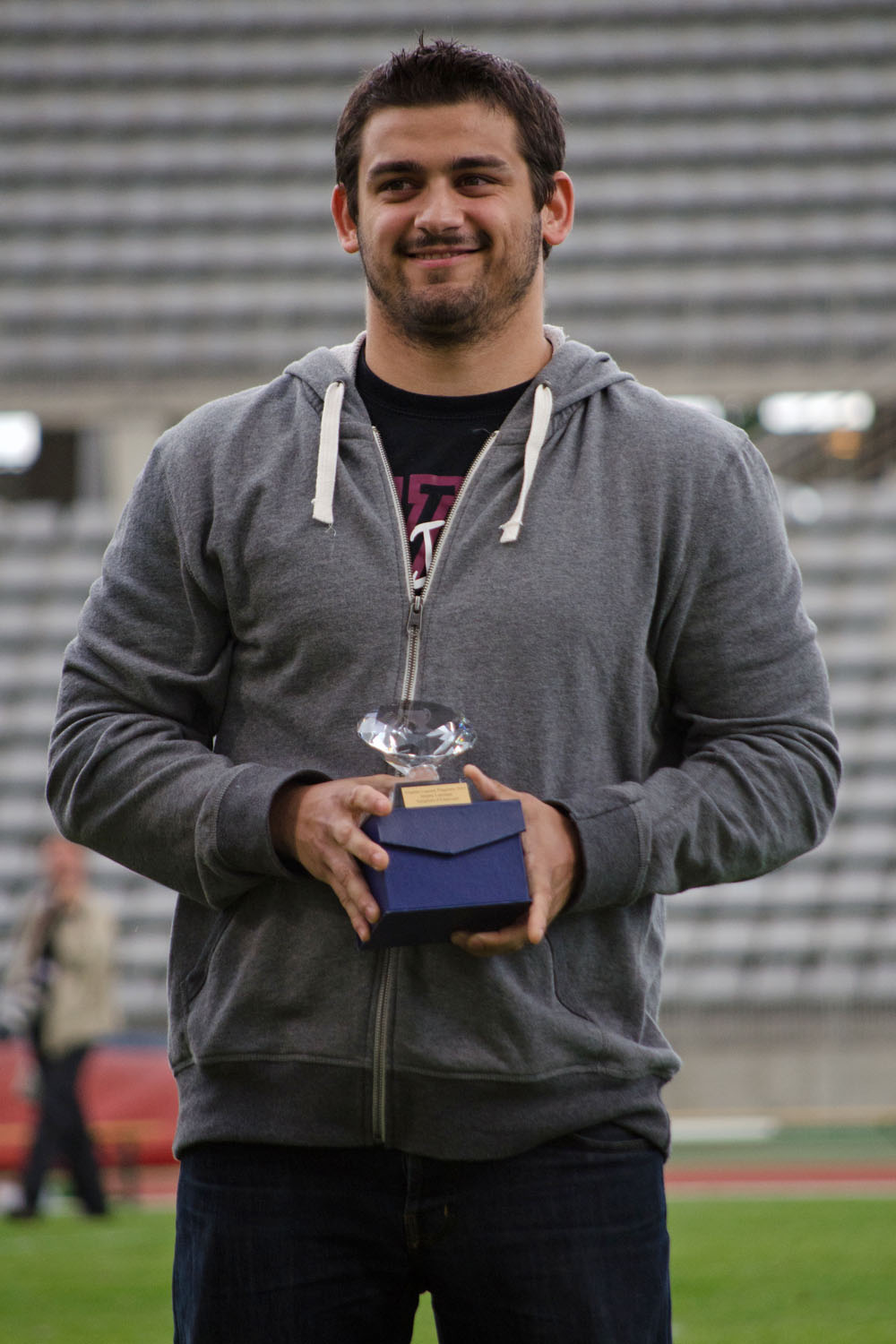
Jérémy Larroque, Templiers d'Élancourt 2011, MVP français de la saison élite 2011
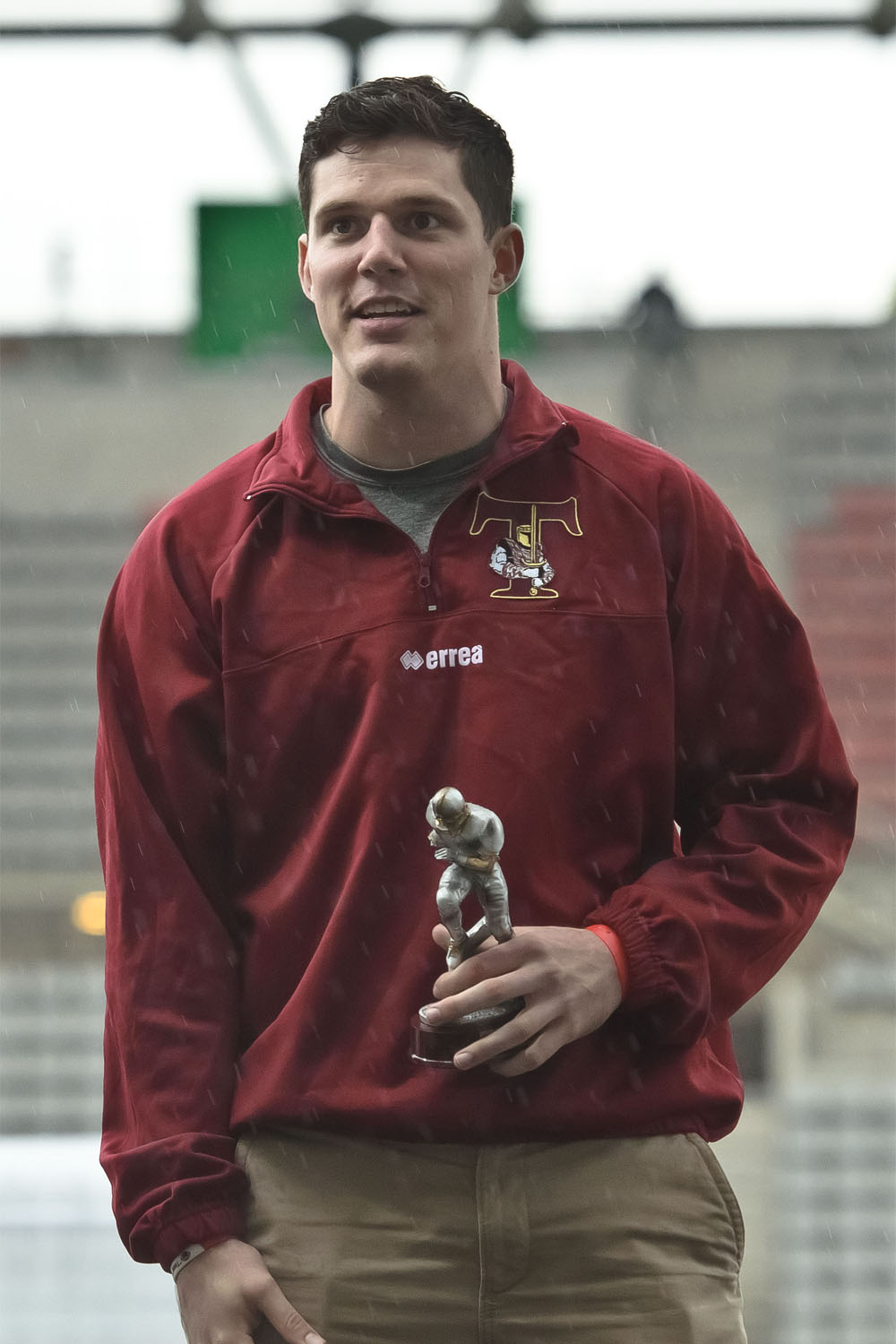
Sean Shelton, Templiers d'Élancourt 2014, MVP étranger de la saison élite 2014

## Les autres sections des Templiers d'Élancourt

### Équipe réserve
La première tentative de création d’une équipe réserve des Templiers d’Élancourt ou Templiers B est envisagée à l’automne 1995 pour une participation au championnat de division 3 1996. Toutefois le club déclare forfait général pour la saison.
En 2008 le cahier des charges de la FFFA évolue. Celui-ci spécifie qu’une équipe évoluant en championnat élite doit disposer d’une équipe réserve qui peut évoluer au maximum deux divisions en dessous de l’équipe première, soit en division 3. Les Templiers B font leurs débuts en championnat régional d’Île de France, équivalent de la quatrième division le plus bas niveau en France. Lors de leur première saison ils finissent troisième en battant les Aigles de Meaux sur le score de 14 à 0 lors du match pour la troisième place.
Les trois saisons suivantes, les Templiers B ne disputent pas les playoffs. Puis en 2012 ils perdent en demi-finale 6 à 31 contre les Cougars de Saint-Ouen l’Aumône B. En 2013, l’effectif se renforce avec l’ajout des joueurs de la Légion de Vélizy, club créé en 2012 et non inscrit à un championnat. Malgré ce renfort, ils connaissent un nouvel échec en demi-finale face aux Myrmidons de Saint-Fargeau Ponthierry sur le score de 6 à 34.
En 2014, l’équipe réserve réalise sa meilleure saison depuis sa création avec 6 victoires pour 1 défaite. Lors du premier tour des play-offs, les Templiers B viennent à bout en prolongation des Homies de Rosny-sous-Bois sur le score de 32 à 26. En demi-finales ils prennent leur revanche sur les Dragons de Paris, qui les avaient lourdement battus lors de la saison (7 à 49), en remportant le match 21 à 6. En finale régionale à Rosny-sous-Bois, les Templiers B remportent le titre face aux Myrmidons de Saint-Fargeau Ponthierry sur le score de 29 à 13. Avec le maintien de l'équipe première en élite, l'équipe réserve est promue en 3e division pour la saison 2015.

#### Bilan saison par saison de l’équipe réserve
| Saison  | Division | Classement                          | M.J.                                | Vic.                                | Nuls                                | Déf.                                | For.                                | Pts pour                            | Pts contre                          | Playoffs                            |
| ------- | -------- | ----------------------------------- | ----------------------------------- | ----------------------------------- | ----------------------------------- | ----------------------------------- | ----------------------------------- | ----------------------------------- | ----------------------------------- | ----------------------------------- |
| 2008    | DR       | 1er poule A                         | 6                                   | 4                                   | 0                                   | 2                                   | 0                                   | 162                                 | 38                                  | 3e                                  |
| 2009    | DR       |                                     | 8                                   | 4                                   | 1                                   | 3                                   | 0                                   | 129                                 | 115                                 | -                                   |
| 2010(1) | DR       | 3e                                  | 6                                   | 2                                   | 0                                   | 3                                   | 0                                   | 86                                  | 97                                  | -                                   |
| 2011    | DR       | 3e                                  | 8                                   | 3                                   | 0                                   | 5                                   | 0                                   | 80                                  | 106                                 | -                                   |
| 2012    | DR       | 4e                                  | 7                                   | 3                                   | 0                                   | 4                                   | 0                                   | 92                                  | 161                                 | Demi-finaliste                      |
| 2013    | DR       | 4e                                  | 6                                   | 3                                   | 0                                   | 3                                   | 0                                   | 92                                  | 115                                 | Demi-finaliste                      |
| 2014    | DR       | 2e poule ouest                      | 7                                   | 6                                   | 0                                   | 1                                   | 0                                   | 162                                 | 58                                  | Champion                            |
| 2015    | D3       | 5e poule D nord                     | 8                                   | 1                                   | 0                                   | 7                                   | 0                                   | 41                                  | 209                                 | -                                   |
| 2016    | D3       | 5e poule D nord                     | 8                                   | 1                                   | 0                                   | 6                                   | 1                                   | 18                                  | 209                                 | -                                   |
| 2017    | DR       | Pas d'équipe engagée en championnat | Pas d'équipe engagée en championnat | Pas d'équipe engagée en championnat | Pas d'équipe engagée en championnat | Pas d'équipe engagée en championnat | Pas d'équipe engagée en championnat | Pas d'équipe engagée en championnat | Pas d'équipe engagée en championnat | Pas d'équipe engagée en championnat |

- Champion ou vainqueur
- Vice-champion ou finaliste
- Promu
- Barrage de promotion
- Relégué
- Barrage de relégation

(1) Résultats incomplets.

#### Bilans de l’équipe réserve
Statistiques arrêtées au 23 avril 2016.
| Compétition                               | Type      | Participations | M.J. | Vic. | Nuls | Déf. | For. | Pts pour | Pts contre |
| ----------------------------------------- | --------- | -------------- | ---- | ---- | ---- | ---- | ---- | -------- | ---------- |
| D3 - Casque d'argent                      | Saison    | 2              | 16   | 2    | 0    | 13   | 1    | 59       | 518        |
| D3 - Casque d'argent                      | Playoffs  | 0              | 0    | 0    | 0    | 0    | 0    | 0        | 0          |
| D3 - Casque d'argent                      | Total     | 2              | 16   | 2    | 0    | 13   | 1    | 59       | 518        |
| DR - Championnat régional d’Île de France | Saison(1) | 7              | 48   | 25   | 1    | 21   | 0    | 811      | 690        |
| DR - Championnat régional d’Île de France | Playoffs  | 4              | 7    | 4    | 0    | 3    | 0    | 122      | 132        |
| DR - Championnat régional d’Île de France | Total     | 7              | 55   | 29   | 1    | 24   | 0    | 933      | 822        |
| TOTAL                                     | TOTAL     | 9              | 71   | 31   | 1    | 37   | 1    | 992      | 1240       |

(1) Résultats incomplets.

### Équipe junior
La section junior des Templiers est créée en 1990. L’équipe participe à son premier championnat de France en 1993. Dès leur deuxième saison ils atteignent la finale nationale, cependant ils perdent lourdement face aux Argonautes d'Aix-en-Provence sur le score de 0 à 43. Ils sont présents pour la deuxième fois en playoffs lors de la saison 1996, ils battent d’abord 26 à 20 les Voyageurs d’Évry en huitième de finale, puis perdent 20 à 28 contre les Dogues de Surennes en quart de finale. Ils échouent par deux fois en quart de finale en 1998 contre le Flash de La Courneuve (14 à 16) et en 1999 contre les Molosses d’Asnières-sur-Seine (0 à 24). Ils passent le cap des quarts de finale en 2001 grâce à une victoire 20 à 0 sur les Cougars de Saint-Ouen-l'Aumône et ils perdent ensuite en demi-finale contre les Orcs de Châteauroux sur le large score de 0 à 58. Cette même année ils participent au championnat régional d’Île de France. Ils déclarent forfait en championnat de France pour la saison 2002 et en championnat régional ils ne jouent que deux matchs pour quatre forfaits.
Après plusieurs saisons difficiles ils retrouvent les playoffs en 2005. Ils gagnent 13 à 12 en huitième de finale de conférence Nord contre les Corsaires d'Évry et ils sont forfait en quart de finale de conférence Nord face au Flash de La Courneuve. En 2006 ils retrouvent le Flash sur leur chemin et s’inclinent en quart de finale de conférence Nord par 27 à 64. L’année suivante ils perdent en quart de finale de conférence Nord face aux Cougars de Saint-Ouen-l'Aumône (29 à 35). En 2008, après trois échecs en quart de finale de conférence Nord, ils passent en demi-finale de conférence Nord où ils croisent de nouveau les Cougars pour une nouvelle défaite 0 à 33.
Depuis 2009 l’équipe évolue dans championnat de France junior à 11. En trois ans les juniors des Templiers sombrent peu à peu dans le classement jusqu’à terminer dernier de leur poule en 2012 avec zéro victoire. En 2013 ils terminent premier de leur poule et participent aux playoffs pour la première fois depuis cinq ans, cependant ils sont défaits par les Corsaires d’Évry par 0 à 31 à Élancourt. La saison 2014 des juniors fini avec un bilan à l’équilibre de 4 victoires et 4 défaites, toutefois insuffisant pour poursuivre en play-offs.

#### Bilan saison par saison de l’équipe junior
| Saison | Division | Classement      | M.J.            | Vic.            | Nuls            | Déf.            | For.            | Pts pour        | Pts contre      | Playoffs                              |
| ------ | -------- | --------------- | --------------- | --------------- | --------------- | --------------- | --------------- | --------------- | --------------- | ------------------------------------- |
| 1993   | ChF      |                 | 2               | 2               | 0               | 0               | 0               | 46              | 30              | -                                     |
| 1994   | ChF      |                 | 2               | 1               | 1               | 0               | 0               | 43              | 24              | Finaliste                             |
| 1995   | ChF      |                 | 2               | 2               | 0               | 0               | 0               | 98              | 0               | -                                     |
| 1996   | ChF      | 1er poule       | 4               | 4               | 0               | 0               | 0               | 30              | 8               | Quart de finaliste                    |
| 1997   | ChF      | Forfait général | Forfait général | Forfait général | Forfait général | Forfait général | Forfait général | Forfait général | Forfait général | Forfait général                       |
| 1998   | ChF      |                 | 0               | 0               | 0               | 0               | 0               | 0               | 0               | Quart de finaliste                    |
| 1999   | ChF      |                 | 4               | 3               | 0               | 1               | 0               | 142             | 71              | Quart de finaliste                    |
| 2000   | ChF      | 3e poule        | 6               | 2               | 0               | 3               | 1               | 93              | 116             | -                                     |
| 2001   | ChF      | 1er poule       | 4               | 3               | 0               | 0               | 1               | 113             | 12              | Demi-finaliste                        |
| 2002   | ChF      |                 | 0               | 0               | 0               | 0               | 0               | 0               | 0               | -                                     |
| 2003   | ChF      |                 | 6               | 2               | 1               | 3               | 0               | 70              | 124             | -                                     |
| 2004   | ChF      |                 | 8               | 5               | 0               | 3               | 0               | 101             | 100             | -                                     |
| 2005   | ChF      |                 | 8               | 7               | 0               | 1               | 0               | 175             | 62              | Quart de finaliste de conférence Nord |
| 2006   | ChF      |                 | 10              | 9               | 0               | 1               | 0               | 470             | 69              | Quart de finaliste de conférence Nord |
| 2007   | ChF      |                 | 8               | 6               | 0               | 2               | 0               | 273             | 97              | Quart de finaliste de conférence Nord |
| 2008   | ChF      |                 | 10              | 9               | 0               | 1               | 0               | 278             | 71              | Demi-finaliste de conférence Nord     |
| 2009   | ChF      |                 | 8               | 3               | 1               | 4               | 0               | 102             | 115             | -                                     |
| 2010   | ChF      | 3e poule        | 10              | 6               | 0               | 4               | 0               | 178             | 119             | -                                     |
| 2011   | ChF      | 4e poule        | 9               | 3               | 1               | 5               | 0               | 148             | 127             | -                                     |
| 2012   | ChF      | 5e poule        | 7               | 0               | 0               | 7               | 0               | 8               | 203             | -                                     |
| 2013   | ChF      | 1er poule       | 3               | 2               | 0               | 1               | 0               | 69              | 48              | Quart de finaliste de conférence Nord |
| 2014   | ChF      | 3e poule        | 8               | 4               | 0               | 4               | 0               | 136             | 130             | -                                     |

- Champion ou vainqueur
- Vice-champion ou finaliste

#### Bilans de l’équipe junior
Statistiques arrêtées au 10 mai 2014.
| Compétition                  | Type     | Participations | M.J. | Vic. | Nuls | Déf. | For. | Pts pour | Pts contre |
| ---------------------------- | -------- | -------------- | ---- | ---- | ---- | ---- | ---- | -------- | ---------- |
| Championnat de France Junior | Saison   | 21             | 119  | 73   | 4    | 40   | 2    | 2573     | 1526       |
| Championnat de France Junior | Playoffs | 10             | 18   | 8    | 0    | 9    | 1    | 226      | 381        |
| Championnat de France Junior | Total    | 21             | 137  | 81   | 4    | 49   | 3    | 2799     | 1907       |

### Équipe cadet
L’équipe des Templiers cadet dispute le championnat de France à partir de 2004. Particularité de la section cadet, celle-ci est mixte, d’ailleurs plusieurs joueuses ont déjà porté les couleurs des Templiers. Pour leur première saison ils échouent en demi-finale de conférence Nord face aux Gaulois de Sannois, 0 à 20. Pendant quatre ans les cadets des Templiers ne jouent pas les playoffs du championnat de France, ils compensent en gagnant le titre de champion d’Île de France en 2006. Enfin en 2009 ils accèdent aux demi-finales de conférence Nord où ils sont battus par les Mousquetaires du Plessis-Robinson 18 à 25. En 2010 ils réalisent une saison régulière parfaite avec dix victoires en dix matchs, mais ils perdent 22 à 26 en demi-finale de conférence Nord contre le Flash de La Courneuve. En 2011 ils rencontre encore le Flash en demi-finale de la conférence Nord et perdent 26 à 28. La saison 2012 commence par trois week-ends de matchs de pré-saison nouvellement mis en place par la FFFA. En championnat l’équipe reste invaincu est retrouve le Flash pour la troisième fois de suite en demi-finales de conférence Nord. Cette fois les Élancourtois passent l’obstacle Courneuviens sur le score de 22 à 8. En finale de conférence Nord ils perdent 6 à 26 contre les futurs champions les Météores de Fontenay-sous-Bois. En 2013 ils sont éliminés en quart de finale de conférence Nord par les Molosses d’Asnières-sur-Seine (8 à 12). En 2014, les Templiers connaissent une saison moyenne et ratent les play-offs pour la première fois en six ans.

#### Bilan saison par saison de l’équipe cadet
| Saison | Division | Classement | M.J. | Vic. | Nuls | Déf. | For. | Pts pour | Pts contre | Playoffs                              |
| ------ | -------- | ---------- | ---- | ---- | ---- | ---- | ---- | -------- | ---------- | ------------------------------------- |
| 2004   | ChF      |            | 6    | 3    | 1    | 2    | 0    | 109      | 42         | Demi-finaliste de conférence Nord     |
| 2005   | ChF      |            | 6    | 2    | 0    | 4    | 0    | 120      | 122        | -                                     |
| 2006   | ChF      |            | 7    | 3    | 0    | 4    | 0    | 164      | 167        | -                                     |
| 2007   | ChF      |            | 8    | 6    | 0    | 2    | 0    | 284      | 108        | -                                     |
| 2008   | ChF      |            | 8    | 3    | 1    | 4    | 0    | 216      | 195        | -                                     |
| 2009   | ChF      | 1er poule  | 10   | 4    | 2    | 4    | 0    | 202      | 161        | Demi-finaliste de conférence Nord     |
| 2010   | ChF      | 1er poule  | 10   | 10   | 0    | 0    | 0    | 416      | 102        | Demi-finaliste de conférence Nord     |
| 2011   | ChF      | 1er poule  | 8    | 6    | 1    | 1    | 0    | 212      | 58         | Demi-finaliste de conférence Nord     |
| 2012   | ChF      | 1er poule  | 4    | 4    | 0    | 0    | 0    | 170      | 13         | Finaliste de conférence Nord          |
| 2013   | ChF      | 1er poule  | 4    | 3    | 1    | 0    | 0    | 104      | 9          | Quart de finaliste de conférence Nord |
| 2014   | ChF      | 3e poule   | 5    | 3    | 0    | 2    | 0    | 120      | 97         | -                                     |

- Champion ou vainqueur
- Vice-champion ou finaliste

#### Bilans de l’équipe cadet
Statistiques arrêtées au 11 mai 2014.
| Compétition                 | Type     | Participations | M.J. | Vic. | Nuls | Déf. | For. | Pts pour | Pts contre |
| --------------------------- | -------- | -------------- | ---- | ---- | ---- | ---- | ---- | -------- | ---------- |
| Championnat de France Cadet | Saison   | 11             | 76   | 47   | 6    | 23   | 0    | 2117     | 1074       |
| Championnat de France Cadet | Playoffs | 6              | 11   | 5    | 0    | 6    | 0    | 238      | 174        |
| Championnat de France Cadet | Total    | 11             | 87   | 52   | 6    | 29   | 0    | 2355     | 1248       |

### Cheerleaders
La section cheerleaders des Templiers est créée fin 2012 et regroupe alors 9 cheerleaders. En plus d'animer les matchs à domicile (chorégraphie à la mi-temps, encouragements, figures sur le bord du terrain) les cheerleaders participent au Challenge IDF 2013 (compétition en Île de France), où elles remportent le prix de la meilleure chorégraphie. En juin, elles participent à l'animation de la finale élite le Casque de Diamant XIX au stade Charléty.
En 2014, les cheerleaders se classent troisième de la catégorie basic seniors lors des qualifications pour le championnat de France. La section s’agrandit avec la création d’une équipe de cheerleaders juniors, qui décroche le prix de la meilleure pyramide lors du Challenge IDF.